# L'Oie (Gauguin)
Pour les articles homonymes, voir L'Oie.
L'Oie est un tableau réalisé par le peintre français Paul Gauguin durant l'été 1889 au Pouldu, dans le Finistère. De format horizontal, cette huile sur plâtre est une peinture animalière qui représente une oie tournant sa tête vers l'arrière. Elle est exécutée pour servir de dessus-de-porte dans la salle à manger d'une auberge dont le nom est inscrit au-dessus de l'animal, la maison Marie Henry. Achetée en vente publique en 1999, l'œuvre est conservée au musée des Beaux-Arts de Quimper, à Quimper. Les collections de cet établissement comprennent également deux autres peintures du décor réalisé par les compagnons de Gauguin pour la même pièce : le Génie à la guirlande, de Charles Filiger, ainsi que Nature morte : pichet et oignons, de Meyer de Haan.

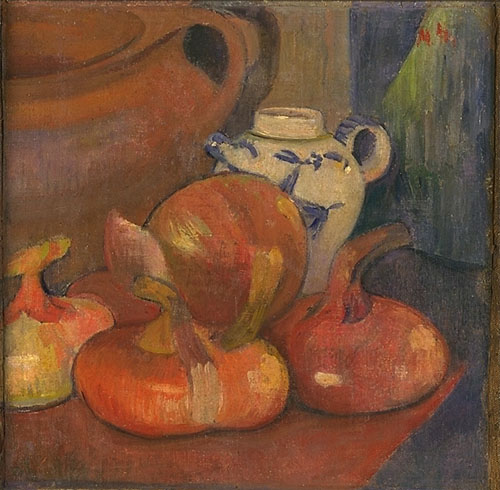
Meyer de Haan, Nature morte : pichet et oignons, vers 1890 – Musée des Beaux-Arts de Quimper, Quimper.